# Poldercross Zeven
Der Poldercross Zeven war ein kurzlebiges Cyclocrossrennen im niedersächsischen Zeven.

## Geschichte
Der Poldercross wurde durch den Verein Elbe-Weser-Cross ins Leben gerufen, um ein Rennen des UCI-Cyclocross-Weltcups in Deutschland zu etablieren. Schauplatz war das Veranstaltungsgelände Ahe am östlichen Ortsrand. Es wurden zwei Weltcuprennen abzuhalten, in der Saison 2016/2017 (26. November) und der Saison 2017/2018 (25. November). Während der Parcours bei der ersten Ausgabe sehr schnell war, hatte er sich bei der zweiten Ausgabe in einen Morast verwandelt.
Für die Saison 2018/2019 erhielt Zeven eine Absage vom Radsport-Weltverband UCI. Offizielle Gründe wurden nicht bekannt, spekuliert wurde über die fehlende Übertragung im deutschen Fernsehen. Zu weiteren Austragungen kam es nicht mehr.

## Siegerliste

### Männer
- 2016:  Mathieu van der Poel
- 2017:  Wout van Aert

### Frauen
- 2016:  Sanne Cant
- 2017:  Sanne Cant